# Luci Treboni Asper
Luci Treboni Asper (en llatí Lucius Trebonius) va ser un polític i magistrat romà del segle v aC. Formava part de la gens Trebònia, una antiga gens romana d'origen plebeu.
Va ser elegit tribú de la plebs l'any 447 aC i va obtenir el malnom d'Asper pels seus freqüents atacs als patres o senadors. Va organitzar un plebiscit per aprovar la Lex Trebonia de tribunis per la qual si els deu tribuns que corresponien a cada any no eren elegits abans de la dissolució dels comicis, les vacants no s'omplirien per cooptació entre els escollits sinó que haurien de seguir les votacions fins a aconseguir escollir els deu exactes.